# Беллвуд (Пенсільванія)
Беллвуд (англ. Bellwood) — місто (англ. borough) в США, в окрузі Блер штату Пенсільванія. Населення — 1827 осіб (2020).

## Географія
Беллвуд розташований за координатами 40°36′3″ пн. ш. 78°20′3″ зх. д. / 40.60083° пн. ш. 78.33417° зх. д. (40.600928, -78.334293).  За даними Бюро перепису населення США в 2010 році місто мало площу 1,09 км², уся площа — суходіл.

## Демографія
Згідно з переписом 2010 року, у селищі мешкало 1828 осіб у 725 домогосподарствах у складі 501 родини. Густота населення становила 1670 осіб/км².  Було 782 помешкання (715/км²).
Расовий склад населення:
| - 98,2 % — білих - 0,3 % — чорних або афроамериканців - 0,2 % — корінних американців - 0,1 % — азіатів |

До двох чи більше рас належало 1,0 %. Частка іспаномовних становила 1,0 % від усіх жителів.
За віковим діапазоном населення розподілялося таким чином: 26,3 % — особи молодші 18 років, 58,5 % — особи у віці 18—64 років, 15,2 % — особи у віці 65 років та старші. Медіана віку мешканця становила 36,8 року. На 100 осіб жіночої статі у селищі припадало 94,1 чоловіків;  на 100 жінок у віці від 18 років та старших — 90,1 чоловіків також старших 18 років.
Середній дохід на одне домашнє господарство  становив 52 337 доларів США (медіана — 47 031), а середній дохід на одну сім'ю — 61 132 долари (медіана — 56 875). Медіана доходів становила 45 370 доларів для чоловіків та 29 716 доларів для жінок. За межею бідності перебувало 12,2 % осіб, у тому числі 20,4 % дітей у віці до 18 років та 6,1 % осіб у віці 65 років та старших.
Цивільне працевлаштоване населення становило 855 осіб. Основні галузі зайнятості: освіта, охорона здоров'я та соціальна допомога — 25,8 %, роздрібна торгівля — 17,0 %, виробництво — 15,2 %.